# Divisione Regionale 2 2024-2025 (pallacanestro maschile)
La Divisione Regionale 2 2024-2025 è stata la 2ª edizione del torneo Divisione Regionale 2 nato a seguito della riforma dei campionati di pallacanestro italiani. Tale livello è stato organizzato a carattere regionale da 18 dei 19 comitati regionali FIP: Abruzzo; Basilicata; Calabria; Campania (2 Gironi); Emilia Romagna (6 Gironi); Friuli Venezia Giulia (4 Gironi); Lazio (5 Gironi); Liguria (3 Gironi); Lombardia (6 Gironi); Marche (3 Gironi); Piemonte (4 Gironi); Puglia (3 Gironi); Sardegna (2 Gironi); Sicilia (4 Gironi); Toscana (4 Gironi); Trentino Alto Adige; Umbria; Veneto (4 Gironi). La competizione è iniziata nell'ottobre del 2024 e si è conclusa nel mese di giugno del 2025.

## Campionati regionali disputati
| Regione                  | Gironi presenti           | Gironi presenti           | Gironi presenti           | Gironi presenti           | Gironi presenti           | Gironi presenti           | Gironi presenti           | Gironi presenti           | Gironi presenti           | Gironi presenti           | Gironi presenti           | Gironi presenti           | Gironi presenti           | Gironi presenti           | Gironi presenti           | Gironi presenti             | Gironi presenti             | Gironi presenti             | Gironi presenti             | Gironi presenti             | Gironi presenti             | Gironi presenti             | Gironi presenti             | Gironi presenti             | Gironi presenti             | Gironi presenti             | Gironi presenti             | Gironi presenti             | Gironi presenti             | Gironi presenti             | Gironi presenti            | Gironi presenti            | Gironi presenti            | Gironi presenti            | Gironi presenti            | Gironi presenti            | Gironi presenti            | Gironi presenti            | Gironi presenti            | Gironi presenti            | Gironi presenti          | Gironi presenti          | Gironi presenti          | Gironi presenti          | Gironi presenti          | Gironi presenti          | Gironi presenti          | Gironi presenti          | Gironi presenti          | Gironi presenti          | Gironi presenti          | Gironi presenti          | Gironi presenti          | Gironi presenti          | Gironi presenti          | Gironi presenti          | Gironi presenti          | Gironi presenti          | Gironi presenti          | Gironi presenti          |
| ------------------------ | ------------------------- | ------------------------- | ------------------------- | ------------------------- | ------------------------- | ------------------------- | ------------------------- | ------------------------- | ------------------------- | ------------------------- | ------------------------- | ------------------------- | ------------------------- | ------------------------- | ------------------------- | --------------------------- | --------------------------- | --------------------------- | --------------------------- | --------------------------- | --------------------------- | --------------------------- | --------------------------- | --------------------------- | --------------------------- | --------------------------- | --------------------------- | --------------------------- | --------------------------- | --------------------------- | -------------------------- | -------------------------- | -------------------------- | -------------------------- | -------------------------- | -------------------------- | -------------------------- | -------------------------- | -------------------------- | -------------------------- | ------------------------ | ------------------------ | ------------------------ | ------------------------ | ------------------------ | ------------------------ | ------------------------ | ------------------------ | ------------------------ | ------------------------ | ------------------------ | ------------------------ | ------------------------ | ------------------------ | ------------------------ | ------------------------ | ------------------------ | ------------------------ | ------------------------ | ------------------------ |
| Abruzzo                  | Unico 12 squadre          | Unico 12 squadre          | Unico 12 squadre          | Unico 12 squadre          | Unico 12 squadre          | Unico 12 squadre          | Unico 12 squadre          | Unico 12 squadre          | Unico 12 squadre          | Unico 12 squadre          | Unico 12 squadre          | Unico 12 squadre          | Unico 12 squadre          | Unico 12 squadre          | Unico 12 squadre          | Unico 12 squadre            | Unico 12 squadre            | Unico 12 squadre            | Unico 12 squadre            | Unico 12 squadre            | Unico 12 squadre            | Unico 12 squadre            | Unico 12 squadre            | Unico 12 squadre            | Unico 12 squadre            | Unico 12 squadre            | Unico 12 squadre            | Unico 12 squadre            | Unico 12 squadre            | Unico 12 squadre            | Unico 12 squadre           | Unico 12 squadre           | Unico 12 squadre           | Unico 12 squadre           | Unico 12 squadre           | Unico 12 squadre           | Unico 12 squadre           | Unico 12 squadre           | Unico 12 squadre           | Unico 12 squadre           | Unico 12 squadre         | Unico 12 squadre         | Unico 12 squadre         | Unico 12 squadre         | Unico 12 squadre         | Unico 12 squadre         | Unico 12 squadre         | Unico 12 squadre         | Unico 12 squadre         | Unico 12 squadre         | Unico 12 squadre         | Unico 12 squadre         | Unico 12 squadre         | Unico 12 squadre         | Unico 12 squadre         | Unico 12 squadre         | Unico 12 squadre         | Unico 12 squadre         | Unico 12 squadre         | Unico 12 squadre         |
| Basilicata               | Unico 6 squadre           | Unico 6 squadre           | Unico 6 squadre           | Unico 6 squadre           | Unico 6 squadre           | Unico 6 squadre           | Unico 6 squadre           | Unico 6 squadre           | Unico 6 squadre           | Unico 6 squadre           | Unico 6 squadre           | Unico 6 squadre           | Unico 6 squadre           | Unico 6 squadre           | Unico 6 squadre           | Unico 6 squadre             | Unico 6 squadre             | Unico 6 squadre             | Unico 6 squadre             | Unico 6 squadre             | Unico 6 squadre             | Unico 6 squadre             | Unico 6 squadre             | Unico 6 squadre             | Unico 6 squadre             | Unico 6 squadre             | Unico 6 squadre             | Unico 6 squadre             | Unico 6 squadre             | Unico 6 squadre             | Unico 6 squadre            | Unico 6 squadre            | Unico 6 squadre            | Unico 6 squadre            | Unico 6 squadre            | Unico 6 squadre            | Unico 6 squadre            | Unico 6 squadre            | Unico 6 squadre            | Unico 6 squadre            | Unico 6 squadre          | Unico 6 squadre          | Unico 6 squadre          | Unico 6 squadre          | Unico 6 squadre          | Unico 6 squadre          | Unico 6 squadre          | Unico 6 squadre          | Unico 6 squadre          | Unico 6 squadre          | Unico 6 squadre          | Unico 6 squadre          | Unico 6 squadre          | Unico 6 squadre          | Unico 6 squadre          | Unico 6 squadre          | Unico 6 squadre          | Unico 6 squadre          | Unico 6 squadre          | Unico 6 squadre          |
| Calabria                 | Unico 8 squadre           | Unico 8 squadre           | Unico 8 squadre           | Unico 8 squadre           | Unico 8 squadre           | Unico 8 squadre           | Unico 8 squadre           | Unico 8 squadre           | Unico 8 squadre           | Unico 8 squadre           | Unico 8 squadre           | Unico 8 squadre           | Unico 8 squadre           | Unico 8 squadre           | Unico 8 squadre           | Unico 8 squadre             | Unico 8 squadre             | Unico 8 squadre             | Unico 8 squadre             | Unico 8 squadre             | Unico 8 squadre             | Unico 8 squadre             | Unico 8 squadre             | Unico 8 squadre             | Unico 8 squadre             | Unico 8 squadre             | Unico 8 squadre             | Unico 8 squadre             | Unico 8 squadre             | Unico 8 squadre             | Unico 8 squadre            | Unico 8 squadre            | Unico 8 squadre            | Unico 8 squadre            | Unico 8 squadre            | Unico 8 squadre            | Unico 8 squadre            | Unico 8 squadre            | Unico 8 squadre            | Unico 8 squadre            | Unico 8 squadre          | Unico 8 squadre          | Unico 8 squadre          | Unico 8 squadre          | Unico 8 squadre          | Unico 8 squadre          | Unico 8 squadre          | Unico 8 squadre          | Unico 8 squadre          | Unico 8 squadre          | Unico 8 squadre          | Unico 8 squadre          | Unico 8 squadre          | Unico 8 squadre          | Unico 8 squadre          | Unico 8 squadre          | Unico 8 squadre          | Unico 8 squadre          | Unico 8 squadre          | Unico 8 squadre          |
| Campania                 | Girone A 18 squadre       | Girone A 18 squadre       | Girone A 18 squadre       | Girone A 18 squadre       | Girone A 18 squadre       | Girone A 18 squadre       | Girone A 18 squadre       | Girone A 18 squadre       | Girone A 18 squadre       | Girone A 18 squadre       | Girone A 18 squadre       | Girone A 18 squadre       | Girone A 18 squadre       | Girone A 18 squadre       | Girone A 18 squadre       | Girone A 18 squadre         | Girone A 18 squadre         | Girone A 18 squadre         | Girone A 18 squadre         | Girone A 18 squadre         | Girone A 18 squadre         | Girone A 18 squadre         | Girone A 18 squadre         | Girone A 18 squadre         | Girone A 18 squadre         | Girone A 18 squadre         | Girone A 18 squadre         | Girone A 18 squadre         | Girone A 18 squadre         | Girone A 18 squadre         | Girone B 18 squadre        | Girone B 18 squadre        | Girone B 18 squadre        | Girone B 18 squadre        | Girone B 18 squadre        | Girone B 18 squadre        | Girone B 18 squadre        | Girone B 18 squadre        | Girone B 18 squadre        | Girone B 18 squadre        | Girone B 18 squadre      | Girone B 18 squadre      | Girone B 18 squadre      | Girone B 18 squadre      | Girone B 18 squadre      | Girone B 18 squadre      | Girone B 18 squadre      | Girone B 18 squadre      | Girone B 18 squadre      | Girone B 18 squadre      | Girone B 18 squadre      | Girone B 18 squadre      | Girone B 18 squadre      | Girone B 18 squadre      | Girone B 18 squadre      | Girone B 18 squadre      | Girone B 18 squadre      | Girone B 18 squadre      | Girone B 18 squadre      | Girone B 18 squadre      |
| Emilia-Romagna           | Girone A 10 squadre       | Girone A 10 squadre       | Girone A 10 squadre       | Girone A 10 squadre       | Girone A 10 squadre       | Girone A 10 squadre       | Girone A 10 squadre       | Girone A 10 squadre       | Girone A 10 squadre       | Girone A 10 squadre       | Girone B 12 squadre       | Girone B 12 squadre       | Girone B 12 squadre       | Girone B 12 squadre       | Girone B 12 squadre       | Girone B 12 squadre         | Girone B 12 squadre         | Girone B 12 squadre         | Girone B 12 squadre         | Girone B 12 squadre         | Girone C 12 squadre         | Girone C 12 squadre         | Girone C 12 squadre         | Girone C 12 squadre         | Girone C 12 squadre         | Girone C 12 squadre         | Girone C 12 squadre         | Girone C 12 squadre         | Girone C 12 squadre         | Girone C 12 squadre         | Girone D 12 squadre        | Girone D 12 squadre        | Girone D 12 squadre        | Girone D 12 squadre        | Girone D 12 squadre        | Girone D 12 squadre        | Girone D 12 squadre        | Girone D 12 squadre        | Girone D 12 squadre        | Girone D 12 squadre        | Girone E 12 squadre      | Girone E 12 squadre      | Girone E 12 squadre      | Girone E 12 squadre      | Girone E 12 squadre      | Girone E 12 squadre      | Girone E 12 squadre      | Girone E 12 squadre      | Girone E 12 squadre      | Girone E 12 squadre      | Girone F 12 squadre      | Girone F 12 squadre      | Girone F 12 squadre      | Girone F 12 squadre      | Girone F 12 squadre      | Girone F 12 squadre      | Girone F 12 squadre      | Girone F 12 squadre      | Girone F 12 squadre      | Girone F 12 squadre      |
| Friuli-Venezia Giulia    | Girone Gorizia 11 squadre | Girone Gorizia 11 squadre | Girone Gorizia 11 squadre | Girone Gorizia 11 squadre | Girone Gorizia 11 squadre | Girone Gorizia 11 squadre | Girone Gorizia 11 squadre | Girone Gorizia 11 squadre | Girone Gorizia 11 squadre | Girone Gorizia 11 squadre | Girone Gorizia 11 squadre | Girone Gorizia 11 squadre | Girone Gorizia 11 squadre | Girone Gorizia 11 squadre | Girone Gorizia 11 squadre | Girone Pordenone 12 squadre | Girone Pordenone 12 squadre | Girone Pordenone 12 squadre | Girone Pordenone 12 squadre | Girone Pordenone 12 squadre | Girone Pordenone 12 squadre | Girone Pordenone 12 squadre | Girone Pordenone 12 squadre | Girone Pordenone 12 squadre | Girone Pordenone 12 squadre | Girone Pordenone 12 squadre | Girone Pordenone 12 squadre | Girone Pordenone 12 squadre | Girone Pordenone 12 squadre | Girone Pordenone 12 squadre | Girone Trieste 9 squadre   | Girone Trieste 9 squadre   | Girone Trieste 9 squadre   | Girone Trieste 9 squadre   | Girone Trieste 9 squadre   | Girone Trieste 9 squadre   | Girone Trieste 9 squadre   | Girone Trieste 9 squadre   | Girone Trieste 9 squadre   | Girone Trieste 9 squadre   | Girone Trieste 9 squadre | Girone Trieste 9 squadre | Girone Trieste 9 squadre | Girone Trieste 9 squadre | Girone Trieste 9 squadre | Girone Udine 11 squadre  | Girone Udine 11 squadre  | Girone Udine 11 squadre  | Girone Udine 11 squadre  | Girone Udine 11 squadre  | Girone Udine 11 squadre  | Girone Udine 11 squadre  | Girone Udine 11 squadre  | Girone Udine 11 squadre  | Girone Udine 11 squadre  | Girone Udine 11 squadre  | Girone Udine 11 squadre  | Girone Udine 11 squadre  | Girone Udine 11 squadre  | Girone Udine 11 squadre  |
| Lazio                    | Girone A 10 squadre       | Girone A 10 squadre       | Girone A 10 squadre       | Girone A 10 squadre       | Girone A 10 squadre       | Girone A 10 squadre       | Girone A 10 squadre       | Girone A 10 squadre       | Girone A 10 squadre       | Girone A 10 squadre       | Girone A 10 squadre       | Girone A 10 squadre       | Girone B 10 squadre       | Girone B 10 squadre       | Girone B 10 squadre       | Girone B 10 squadre         | Girone B 10 squadre         | Girone B 10 squadre         | Girone B 10 squadre         | Girone B 10 squadre         | Girone B 10 squadre         | Girone B 10 squadre         | Girone B 10 squadre         | Girone B 10 squadre         | Girone C 10 squadre         | Girone C 10 squadre         | Girone C 10 squadre         | Girone C 10 squadre         | Girone C 10 squadre         | Girone C 10 squadre         | Girone C 10 squadre        | Girone C 10 squadre        | Girone C 10 squadre        | Girone C 10 squadre        | Girone C 10 squadre        | Girone C 10 squadre        | Girone D 10 squadre        | Girone D 10 squadre        | Girone D 10 squadre        | Girone D 10 squadre        | Girone D 10 squadre      | Girone D 10 squadre      | Girone D 10 squadre      | Girone D 10 squadre      | Girone D 10 squadre      | Girone D 10 squadre      | Girone D 10 squadre      | Girone D 10 squadre      | Girone E 10 squadre      | Girone E 10 squadre      | Girone E 10 squadre      | Girone E 10 squadre      | Girone E 10 squadre      | Girone E 10 squadre      | Girone E 10 squadre      | Girone E 10 squadre      | Girone E 10 squadre      | Girone E 10 squadre      | Girone E 10 squadre      | Girone E 10 squadre      |
| Liguria                  | Girone Levante 7 squadre  | Girone Levante 7 squadre  | Girone Levante 7 squadre  | Girone Levante 7 squadre  | Girone Levante 7 squadre  | Girone Levante 7 squadre  | Girone Levante 7 squadre  | Girone Levante 7 squadre  | Girone Levante 7 squadre  | Girone Levante 7 squadre  | Girone Levante 7 squadre  | Girone Levante 7 squadre  | Girone Levante 7 squadre  | Girone Levante 7 squadre  | Girone Levante 7 squadre  | Girone Levante 7 squadre    | Girone Levante 7 squadre    | Girone Levante 7 squadre    | Girone Levante 7 squadre    | Girone Levante 7 squadre    | Girone Centro 7 squadre     | Girone Centro 7 squadre     | Girone Centro 7 squadre     | Girone Centro 7 squadre     | Girone Centro 7 squadre     | Girone Centro 7 squadre     | Girone Centro 7 squadre     | Girone Centro 7 squadre     | Girone Centro 7 squadre     | Girone Centro 7 squadre     | Girone Centro 7 squadre    | Girone Centro 7 squadre    | Girone Centro 7 squadre    | Girone Centro 7 squadre    | Girone Centro 7 squadre    | Girone Centro 7 squadre    | Girone Centro 7 squadre    | Girone Centro 7 squadre    | Girone Centro 7 squadre    | Girone Centro 7 squadre    | Girone Ponente 7 squadre | Girone Ponente 7 squadre | Girone Ponente 7 squadre | Girone Ponente 7 squadre | Girone Ponente 7 squadre | Girone Ponente 7 squadre | Girone Ponente 7 squadre | Girone Ponente 7 squadre | Girone Ponente 7 squadre | Girone Ponente 7 squadre | Girone Ponente 7 squadre | Girone Ponente 7 squadre | Girone Ponente 7 squadre | Girone Ponente 7 squadre | Girone Ponente 7 squadre | Girone Ponente 7 squadre | Girone Ponente 7 squadre | Girone Ponente 7 squadre | Girone Ponente 7 squadre | Girone Ponente 7 squadre |
| Lombardia                | Girone Ovest A 14 squadre | Girone Ovest A 14 squadre | Girone Ovest A 14 squadre | Girone Ovest A 14 squadre | Girone Ovest A 14 squadre | Girone Ovest A 14 squadre | Girone Ovest A 14 squadre | Girone Ovest A 14 squadre | Girone Ovest A 14 squadre | Girone Ovest A 14 squadre | Girone Ovest B 14 squadre | Girone Ovest B 14 squadre | Girone Ovest B 14 squadre | Girone Ovest B 14 squadre | Girone Ovest B 14 squadre | Girone Ovest B 14 squadre   | Girone Ovest B 14 squadre   | Girone Ovest B 14 squadre   | Girone Ovest B 14 squadre   | Girone Ovest B 14 squadre   | Girone Centro C 14 squadre  | Girone Centro C 14 squadre  | Girone Centro C 14 squadre  | Girone Centro C 14 squadre  | Girone Centro C 14 squadre  | Girone Centro C 14 squadre  | Girone Centro C 14 squadre  | Girone Centro C 14 squadre  | Girone Centro C 14 squadre  | Girone Centro C 14 squadre  | Girone Centro D 14 squadre | Girone Centro D 14 squadre | Girone Centro D 14 squadre | Girone Centro D 14 squadre | Girone Centro D 14 squadre | Girone Centro D 14 squadre | Girone Centro D 14 squadre | Girone Centro D 14 squadre | Girone Centro D 14 squadre | Girone Centro D 14 squadre | Girone Est E 13 squadre  | Girone Est E 13 squadre  | Girone Est E 13 squadre  | Girone Est E 13 squadre  | Girone Est E 13 squadre  | Girone Est E 13 squadre  | Girone Est E 13 squadre  | Girone Est E 13 squadre  | Girone Est E 13 squadre  | Girone Est E 13 squadre  | Girone Est F 14 squadre  | Girone Est F 14 squadre  | Girone Est F 14 squadre  | Girone Est F 14 squadre  | Girone Est F 14 squadre  | Girone Est F 14 squadre  | Girone Est F 14 squadre  | Girone Est F 14 squadre  | Girone Est F 14 squadre  | Girone Est F 14 squadre  |
| Marche                   | Girone A 14 squadre       | Girone A 14 squadre       | Girone A 14 squadre       | Girone A 14 squadre       | Girone A 14 squadre       | Girone A 14 squadre       | Girone A 14 squadre       | Girone A 14 squadre       | Girone A 14 squadre       | Girone A 14 squadre       | Girone A 14 squadre       | Girone A 14 squadre       | Girone A 14 squadre       | Girone A 14 squadre       | Girone A 14 squadre       | Girone A 14 squadre         | Girone A 14 squadre         | Girone A 14 squadre         | Girone A 14 squadre         | Girone A 14 squadre         | Girone B 13 squadre         | Girone B 13 squadre         | Girone B 13 squadre         | Girone B 13 squadre         | Girone B 13 squadre         | Girone B 13 squadre         | Girone B 13 squadre         | Girone B 13 squadre         | Girone B 13 squadre         | Girone B 13 squadre         | Girone B 13 squadre        | Girone B 13 squadre        | Girone B 13 squadre        | Girone B 13 squadre        | Girone B 13 squadre        | Girone B 13 squadre        | Girone B 13 squadre        | Girone B 13 squadre        | Girone B 13 squadre        | Girone B 13 squadre        | Girone C 14 squadre      | Girone C 14 squadre      | Girone C 14 squadre      | Girone C 14 squadre      | Girone C 14 squadre      | Girone C 14 squadre      | Girone C 14 squadre      | Girone C 14 squadre      | Girone C 14 squadre      | Girone C 14 squadre      | Girone C 14 squadre      | Girone C 14 squadre      | Girone C 14 squadre      | Girone C 14 squadre      | Girone C 14 squadre      | Girone C 14 squadre      | Girone C 14 squadre      | Girone C 14 squadre      | Girone C 14 squadre      | Girone C 14 squadre      |
| Piemonte - Valle d'Aosta | Girone A 11 squadre       | Girone A 11 squadre       | Girone A 11 squadre       | Girone A 11 squadre       | Girone A 11 squadre       | Girone A 11 squadre       | Girone A 11 squadre       | Girone A 11 squadre       | Girone A 11 squadre       | Girone A 11 squadre       | Girone A 11 squadre       | Girone A 11 squadre       | Girone A 11 squadre       | Girone A 11 squadre       | Girone A 11 squadre       | Girone B 12 squadre         | Girone B 12 squadre         | Girone B 12 squadre         | Girone B 12 squadre         | Girone B 12 squadre         | Girone B 12 squadre         | Girone B 12 squadre         | Girone B 12 squadre         | Girone B 12 squadre         | Girone B 12 squadre         | Girone B 12 squadre         | Girone B 12 squadre         | Girone B 12 squadre         | Girone B 12 squadre         | Girone B 12 squadre         | Girone C 12 squadre        | Girone C 12 squadre        | Girone C 12 squadre        | Girone C 12 squadre        | Girone C 12 squadre        | Girone C 12 squadre        | Girone C 12 squadre        | Girone C 12 squadre        | Girone C 12 squadre        | Girone C 12 squadre        | Girone C 12 squadre      | Girone C 12 squadre      | Girone C 12 squadre      | Girone C 12 squadre      | Girone C 12 squadre      | Girone D 12 squadre      | Girone D 12 squadre      | Girone D 12 squadre      | Girone D 12 squadre      | Girone D 12 squadre      | Girone D 12 squadre      | Girone D 12 squadre      | Girone D 12 squadre      | Girone D 12 squadre      | Girone D 12 squadre      | Girone D 12 squadre      | Girone D 12 squadre      | Girone D 12 squadre      | Girone D 12 squadre      | Girone D 12 squadre      |
| Puglia                   | Girone A 9 squadre        | Girone A 9 squadre        | Girone A 9 squadre        | Girone A 9 squadre        | Girone A 9 squadre        | Girone A 9 squadre        | Girone A 9 squadre        | Girone A 9 squadre        | Girone A 9 squadre        | Girone A 9 squadre        | Girone A 9 squadre        | Girone A 9 squadre        | Girone A 9 squadre        | Girone A 9 squadre        | Girone A 9 squadre        | Girone A 9 squadre          | Girone A 9 squadre          | Girone A 9 squadre          | Girone A 9 squadre          | Girone A 9 squadre          | Girone B 9 squadre          | Girone B 9 squadre          | Girone B 9 squadre          | Girone B 9 squadre          | Girone B 9 squadre          | Girone B 9 squadre          | Girone B 9 squadre          | Girone B 9 squadre          | Girone B 9 squadre          | Girone B 9 squadre          | Girone B 9 squadre         | Girone B 9 squadre         | Girone B 9 squadre         | Girone B 9 squadre         | Girone B 9 squadre         | Girone B 9 squadre         | Girone B 9 squadre         | Girone B 9 squadre         | Girone B 9 squadre         | Girone B 9 squadre         | Girone C 8 squadre       | Girone C 8 squadre       | Girone C 8 squadre       | Girone C 8 squadre       | Girone C 8 squadre       | Girone C 8 squadre       | Girone C 8 squadre       | Girone C 8 squadre       | Girone C 8 squadre       | Girone C 8 squadre       | Girone C 8 squadre       | Girone C 8 squadre       | Girone C 8 squadre       | Girone C 8 squadre       | Girone C 8 squadre       | Girone C 8 squadre       | Girone C 8 squadre       | Girone C 8 squadre       | Girone C 8 squadre       | Girone C 8 squadre       |
| Sardegna                 | Girone Nord 11 squadre    | Girone Nord 11 squadre    | Girone Nord 11 squadre    | Girone Nord 11 squadre    | Girone Nord 11 squadre    | Girone Nord 11 squadre    | Girone Nord 11 squadre    | Girone Nord 11 squadre    | Girone Nord 11 squadre    | Girone Nord 11 squadre    | Girone Nord 11 squadre    | Girone Nord 11 squadre    | Girone Nord 11 squadre    | Girone Nord 11 squadre    | Girone Nord 11 squadre    | Girone Nord 11 squadre      | Girone Nord 11 squadre      | Girone Nord 11 squadre      | Girone Nord 11 squadre      | Girone Nord 11 squadre      | Girone Nord 11 squadre      | Girone Nord 11 squadre      | Girone Nord 11 squadre      | Girone Nord 11 squadre      | Girone Nord 11 squadre      | Girone Nord 11 squadre      | Girone Nord 11 squadre      | Girone Nord 11 squadre      | Girone Nord 11 squadre      | Girone Nord 11 squadre      | Girone Sud 16 squadre      | Girone Sud 16 squadre      | Girone Sud 16 squadre      | Girone Sud 16 squadre      | Girone Sud 16 squadre      | Girone Sud 16 squadre      | Girone Sud 16 squadre      | Girone Sud 16 squadre      | Girone Sud 16 squadre      | Girone Sud 16 squadre      | Girone Sud 16 squadre    | Girone Sud 16 squadre    | Girone Sud 16 squadre    | Girone Sud 16 squadre    | Girone Sud 16 squadre    | Girone Sud 16 squadre    | Girone Sud 16 squadre    | Girone Sud 16 squadre    | Girone Sud 16 squadre    | Girone Sud 16 squadre    | Girone Sud 16 squadre    | Girone Sud 16 squadre    | Girone Sud 16 squadre    | Girone Sud 16 squadre    | Girone Sud 16 squadre    | Girone Sud 16 squadre    | Girone Sud 16 squadre    | Girone Sud 16 squadre    | Girone Sud 16 squadre    | Girone Sud 16 squadre    |
| Sicilia                  | Girone AG-CL-RG 6 squadre | Girone AG-CL-RG 6 squadre | Girone AG-CL-RG 6 squadre | Girone AG-CL-RG 6 squadre | Girone AG-CL-RG 6 squadre | Girone AG-CL-RG 6 squadre | Girone AG-CL-RG 6 squadre | Girone AG-CL-RG 6 squadre | Girone AG-CL-RG 6 squadre | Girone AG-CL-RG 6 squadre | Girone AG-CL-RG 6 squadre | Girone AG-CL-RG 6 squadre | Girone AG-CL-RG 6 squadre | Girone AG-CL-RG 6 squadre | Girone AG-CL-RG 6 squadre | Girone PA-AG-TP 8 squadre   | Girone PA-AG-TP 8 squadre   | Girone PA-AG-TP 8 squadre   | Girone PA-AG-TP 8 squadre   | Girone PA-AG-TP 8 squadre   | Girone PA-AG-TP 8 squadre   | Girone PA-AG-TP 8 squadre   | Girone PA-AG-TP 8 squadre   | Girone PA-AG-TP 8 squadre   | Girone PA-AG-TP 8 squadre   | Girone PA-AG-TP 8 squadre   | Girone PA-AG-TP 8 squadre   | Girone PA-AG-TP 8 squadre   | Girone PA-AG-TP 8 squadre   | Girone PA-AG-TP 8 squadre   | Girone CT 8 squadre        | Girone CT 8 squadre        | Girone CT 8 squadre        | Girone CT 8 squadre        | Girone CT 8 squadre        | Girone CT 8 squadre        | Girone CT 8 squadre        | Girone CT 8 squadre        | Girone CT 8 squadre        | Girone CT 8 squadre        | Girone CT 8 squadre      | Girone CT 8 squadre      | Girone CT 8 squadre      | Girone CT 8 squadre      | Girone CT 8 squadre      | Girone ME 9 squadre      | Girone ME 9 squadre      | Girone ME 9 squadre      | Girone ME 9 squadre      | Girone ME 9 squadre      | Girone ME 9 squadre      | Girone ME 9 squadre      | Girone ME 9 squadre      | Girone ME 9 squadre      | Girone ME 9 squadre      | Girone ME 9 squadre      | Girone ME 9 squadre      | Girone ME 9 squadre      | Girone ME 9 squadre      | Girone ME 9 squadre      |
| Toscana                  | Girone A 14 squadre       | Girone A 14 squadre       | Girone A 14 squadre       | Girone A 14 squadre       | Girone A 14 squadre       | Girone A 14 squadre       | Girone A 14 squadre       | Girone A 14 squadre       | Girone A 14 squadre       | Girone A 14 squadre       | Girone A 14 squadre       | Girone A 14 squadre       | Girone A 14 squadre       | Girone A 14 squadre       | Girone A 14 squadre       | Girone B 13 squadre         | Girone B 13 squadre         | Girone B 13 squadre         | Girone B 13 squadre         | Girone B 13 squadre         | Girone B 13 squadre         | Girone B 13 squadre         | Girone B 13 squadre         | Girone B 13 squadre         | Girone B 13 squadre         | Girone B 13 squadre         | Girone B 13 squadre         | Girone B 13 squadre         | Girone B 13 squadre         | Girone B 13 squadre         | Girone C 14 squadre        | Girone C 14 squadre        | Girone C 14 squadre        | Girone C 14 squadre        | Girone C 14 squadre        | Girone C 14 squadre        | Girone C 14 squadre        | Girone C 14 squadre        | Girone C 14 squadre        | Girone C 14 squadre        | Girone C 14 squadre      | Girone C 14 squadre      | Girone C 14 squadre      | Girone C 14 squadre      | Girone C 14 squadre      | Girone D 14 squadre      | Girone D 14 squadre      | Girone D 14 squadre      | Girone D 14 squadre      | Girone D 14 squadre      | Girone D 14 squadre      | Girone D 14 squadre      | Girone D 14 squadre      | Girone D 14 squadre      | Girone D 14 squadre      | Girone D 14 squadre      | Girone D 14 squadre      | Girone D 14 squadre      | Girone D 14 squadre      | Girone D 14 squadre      |
| Trentino-Alto Adige      | Unico 12 squadre          | Unico 12 squadre          | Unico 12 squadre          | Unico 12 squadre          | Unico 12 squadre          | Unico 12 squadre          | Unico 12 squadre          | Unico 12 squadre          | Unico 12 squadre          | Unico 12 squadre          | Unico 12 squadre          | Unico 12 squadre          | Unico 12 squadre          | Unico 12 squadre          | Unico 12 squadre          | Unico 12 squadre            | Unico 12 squadre            | Unico 12 squadre            | Unico 12 squadre            | Unico 12 squadre            | Unico 12 squadre            | Unico 12 squadre            | Unico 12 squadre            | Unico 12 squadre            | Unico 12 squadre            | Unico 12 squadre            | Unico 12 squadre            | Unico 12 squadre            | Unico 12 squadre            | Unico 12 squadre            | Unico 12 squadre           | Unico 12 squadre           | Unico 12 squadre           | Unico 12 squadre           | Unico 12 squadre           | Unico 12 squadre           | Unico 12 squadre           | Unico 12 squadre           | Unico 12 squadre           | Unico 12 squadre           | Unico 12 squadre         | Unico 12 squadre         | Unico 12 squadre         | Unico 12 squadre         | Unico 12 squadre         | Unico 12 squadre         | Unico 12 squadre         | Unico 12 squadre         | Unico 12 squadre         | Unico 12 squadre         | Unico 12 squadre         | Unico 12 squadre         | Unico 12 squadre         | Unico 12 squadre         | Unico 12 squadre         | Unico 12 squadre         | Unico 12 squadre         | Unico 12 squadre         | Unico 12 squadre         | Unico 12 squadre         |
| Umbria                   | Unico 13 squadre          | Unico 13 squadre          | Unico 13 squadre          | Unico 13 squadre          | Unico 13 squadre          | Unico 13 squadre          | Unico 13 squadre          | Unico 13 squadre          | Unico 13 squadre          | Unico 13 squadre          | Unico 13 squadre          | Unico 13 squadre          | Unico 13 squadre          | Unico 13 squadre          | Unico 13 squadre          | Unico 13 squadre            | Unico 13 squadre            | Unico 13 squadre            | Unico 13 squadre            | Unico 13 squadre            | Unico 13 squadre            | Unico 13 squadre            | Unico 13 squadre            | Unico 13 squadre            | Unico 13 squadre            | Unico 13 squadre            | Unico 13 squadre            | Unico 13 squadre            | Unico 13 squadre            | Unico 13 squadre            | Unico 13 squadre           | Unico 13 squadre           | Unico 13 squadre           | Unico 13 squadre           | Unico 13 squadre           | Unico 13 squadre           | Unico 13 squadre           | Unico 13 squadre           | Unico 13 squadre           | Unico 13 squadre           | Unico 13 squadre         | Unico 13 squadre         | Unico 13 squadre         | Unico 13 squadre         | Unico 13 squadre         | Unico 13 squadre         | Unico 13 squadre         | Unico 13 squadre         | Unico 13 squadre         | Unico 13 squadre         | Unico 13 squadre         | Unico 13 squadre         | Unico 13 squadre         | Unico 13 squadre         | Unico 13 squadre         | Unico 13 squadre         | Unico 13 squadre         | Unico 13 squadre         | Unico 13 squadre         | Unico 13 squadre         |
| Veneto                   | Girone Est 16 squadre     | Girone Est 16 squadre     | Girone Est 16 squadre     | Girone Est 16 squadre     | Girone Est 16 squadre     | Girone Est 16 squadre     | Girone Est 16 squadre     | Girone Est 16 squadre     | Girone Est 16 squadre     | Girone Est 16 squadre     | Girone Est 16 squadre     | Girone Est 16 squadre     | Girone Est 16 squadre     | Girone Est 16 squadre     | Girone Est 16 squadre     | Girone Sud 16 squadre       | Girone Sud 16 squadre       | Girone Sud 16 squadre       | Girone Sud 16 squadre       | Girone Sud 16 squadre       | Girone Sud 16 squadre       | Girone Sud 16 squadre       | Girone Sud 16 squadre       | Girone Sud 16 squadre       | Girone Sud 16 squadre       | Girone Sud 16 squadre       | Girone Sud 16 squadre       | Girone Sud 16 squadre       | Girone Sud 16 squadre       | Girone Sud 16 squadre       | Girone Ovest 16 squadre    | Girone Ovest 16 squadre    | Girone Ovest 16 squadre    | Girone Ovest 16 squadre    | Girone Ovest 16 squadre    | Girone Ovest 16 squadre    | Girone Ovest 16 squadre    | Girone Ovest 16 squadre    | Girone Ovest 16 squadre    | Girone Ovest 16 squadre    | Girone Ovest 16 squadre  | Girone Ovest 16 squadre  | Girone Ovest 16 squadre  | Girone Ovest 16 squadre  | Girone Ovest 16 squadre  | Girone Centro 16 squadre | Girone Centro 16 squadre | Girone Centro 16 squadre | Girone Centro 16 squadre | Girone Centro 16 squadre | Girone Centro 16 squadre | Girone Centro 16 squadre | Girone Centro 16 squadre | Girone Centro 16 squadre | Girone Centro 16 squadre | Girone Centro 16 squadre | Girone Centro 16 squadre | Girone Centro 16 squadre | Girone Centro 16 squadre | Girone Centro 16 squadre |

## Formula
Non c'è una formula comune a tutti i campionati, perché sono gestiti in maniera differente da ogni regione. In generale, si segue lo schema dei gironi all'italiana che si concludono con i play-off e i play-out. Le squadre promosse vengono ammesse in Divisione Regionale 1 ,mentre, le formazioni retrocesse (qualora i campionati ammettano la retrocessione) sono costrette a giocare in Divisione Regionale 3. Tale campionato rappresenta l'ultimo livello a carattere regionale per le regioni Abruzzo, Basilicata, Calabria, Liguria, Sardegna, Sicilia e Umbria.